# Princesa de África
Princesa de África es una película del año 2008.

## Sinopsis
Es la historia de dos sueños. Marem, una niña bailarina senegalesa de 14 años sueña con emigrar a Europa, y Sonia, una bailarina española se siente atraída por la magia de África. A las dos les une Pap Ndiaye, padre de Marem y marido de Sonia. Ni África es como Sonia soñaba (Pap Ndiaye tiene dos esposas más) ni Europa es como Marem soñaba (no hay niños en las calles y también hay pobreza). Princesa de África es una bella historia de amor, de música y de danza, donde las cosas no son como parecen y las mujeres son las protagonistas.

## Premios
- Best film: Festival de cine Africano de Tarifa 2009
- Best film: 32th Festival internacional de cine de Filadelfia 2009
- Best film: III Festival de cine y diversidad de Buenos Aires 2010
- Best director: III festival de cine y diversidad de Buenos Aires 2010
- Audience Award: Festival de CineMigrante de Buenos Aires 2010
- Best film: EXTREMADOCS 2008
- Best film: Festival de cine europeo de La Solana 2008
- Jury Award: Cinestrat 2009
- Best sound: Alcances 2008
- Audience Award: MIRADASDOC. Canary Island 2009
- Special jury NEBTION: DOCSdf MEXICO2009
- Accésit del jurado: Festival Espiello 2009